# الكسندر ماكنير
الكسندر ماكنير هو سياسي أمريكي، ولد في 5 مايو 1775 في لانكستر في الولايات المتحدة، وتوفي في 18 مارس 1826 في سانت لويس في الولايات المتحدة بسبب إنفلونزا. انتخب حاكم ميسوري ‏ (18 سبتمبر 1820 – 15 نوفمبر 1824).